# Liste der Baudenkmäler in Wartmannsroth
Auf dieser Seite sind die Baudenkmäler in der unterfränkischen Gemeinde Wartmannsroth zusammengestellt. Diese Tabelle ist eine Teilliste der Liste der Baudenkmäler in Bayern. Grundlage ist die Bayerische Denkmalliste, die auf Basis des Bayerischen Denkmalschutzgesetzes vom 1. Oktober 1973 erstmals erstellt wurde und seither durch das Bayerische Landesamt für Denkmalpflege geführt wird. Die folgenden Angaben ersetzen nicht die rechtsverbindliche Auskunft der Denkmalschutzbehörde.

## Baudenkmäler nach Gemeindeteilen

### Wartmannsroth
| Lage                          | Objekt                                                  | Beschreibung | Akten-Nr.    | Bild |
| ----------------------------- | ------------------------------------------------------- | --- | ------------ | ---- |
| Am Kirchberg 1 (Standort)     | Katholische Pfarrkirche St. Jakobus und St. Andreas     | Saalbau mit eingezogenem Chor und Chorturm mit Spitzhelm, Turm spätgotisch, 15./16. Jahrhundert, Langhaus 1711, 1934 erweitert; mit Ausstattung | D-6-72-161-1 | BW   |
| Nähe Am Kirchberg (Standort)  | Reste der Kirchhofmauer                                 | Hausteinmauerwerk, wohl 18. Jahrhundert, mit vierzehn integrierten Kreuzwegstationen, Gusseisenreliefs, bezeichnet „1901“ | D-6-72-161-1 | BW   |
| Nähe Am Kirchberg (Standort)  | Leichenhaus                                             | Eingeschossiger Sandsteinquaderbau mit Säulenvorhalle und Walmdach, 1954 | D-6-72-161-1 | BW   |
| Nähe Am Kirchberg (Standort)  | Friedhofskreuz                                          | Kruzifix auf Tischsockel mit Inschriftenkartusche, darauf Schädelstätte, Sandstein, bezeichnet „1776“ | D-6-72-161-1 | BW   |
| Nähe Am Kirchberg (Standort)  | Kriegerdenkmal für die Gefallenen des Ersten Weltkriegs | Mit zentraler Reliefdarstellung Christus einen Soldaten segnend in Figurennische, flankiert von Namenstafeln, Sandstein, bezeichnet „1926“ | D-6-72-161-1 | BW   |
| Am Schafberg (Standort)       | Kreuzschlepper                                          | Figur des kreuztragenden Christus auf Knien, auf hoher Basis mit Inschrift, über Rundsäule, auf Sockel mit Inschriftenkartusche, Sandstein, bezeichnet „1752“                                                                                               | D-6-72-161-4 | BW   |
| Ellern; Schweinweg (Standort) | Bildstock                                               | Reliefaufsatz mit Kreuzbekrönung und Darstellung der Heiligen Dreifaltigkeit sowie Inschriftenkartusche, auf Rundsäule mit ionischem Kapitell über Tischsockel mit Inschrift, Sandstein, bezeichnet „1781“, Reliefaufsatz nach Blitzeinschlag 1907 erneuert | D-6-72-161-3 | BW   |
| Hauptstraße 3 (Standort)      | Kreuzdachbildstock                                      | Aufsatz mit Flachreliefs, darin Madonnabildnis, Blütenornament, Herz Jesu und IHS-Monogramm, sowie Kleeblattkreuz, auf Vierkantschaft über Postament, Sandstein, bezeichnet 1699                                                                            | D-6-72-161-2 | BW   |

### Dittlofsroda
| Lage                      | Objekt                              | Beschreibung | Akten-Nr.    | Bild           |
| ------------------------- | ----------------------------------- | --- | ------------ | -------------- |
| Gerstenberg 30 (Standort) | Evangelisch-lutherische Pfarrkirche | Saalbau mit Satteldach und Chorturm mit Zwiebelhaube, Turmuntergeschoss, 15. Jahrhundert, Langhaus, 1791; mit Ausstattung | D-6-72-161-5 | weitere Bilder |
| Gerstenberg 30 (Standort) | Reste der Kirchhofmauer             | Hausteinmauerwerk, wohl 18. Jahrhundert                                                                                   | D-6-72-161-5 | weitere Bilder |

### Heiligkreuz
| Lage                            | Objekt                         | Beschreibung | Akten-Nr.     | Bild           |
| ------------------------------- | ------------------------------ | --- | ------------- | -------------- |
| Heiligkreuzstraße 12 (Standort) | Ehemaliges Wohnstallhaus       | Eingeschossiger, verputzter Fachwerkbau mit Satteldach, bezeichnet „1738“                                                             | D-6-72-161-25 | BW             |
| Heiligkreuzstraße 14 (Standort) | Wohnhaus                       | Eingeschossiger, verputzter Fachwerkbau, mit hohem Sockelgeschoss, bezeichnet „1774“, erweitert zweite Hälfte 19. Jahrhundert         | D-6-72-161-26 | weitere Bilder |
| Heiligkreuzstraße 25 (Standort) | Evangelisch-lutherische Kirche | Kleiner Saalbau mit eingezogenem Chor und Chorturm mit Pyramidendach, Chor 16. Jahrhundert, Langhaus 18. Jahrhundert; mit Ausstattung | D-6-72-161-6  | weitere Bilder |

### Neuwirtshaus
| Lage                                  | Objekt                                            | Beschreibung | Akten-Nr.     | Bild           |
| ------------------------------------- | ------------------------------------------------- | --- | ------------- | -------------- |
| Fuldaer Straße 2 (Standort)           | Wegkreuz                                          | Kruzifix auf Tischsockel mit verwitterter Inschriftenkartusche, Sandstein, erste Hälfte 19. Jahrhundert                                  | D-6-72-161-7  | weitere Bilder |
| Fuldaer Straße 3 (Standort)           | Ehemaliges fuldisches Jagdschloss, dann Forsthaus | Zweigeschossiger, verschindelter Mansarddachbau, 1764                                                                                    | D-6-72-161-27 | weitere Bilder |
| Fuldaer Straße 3 (Standort)           | Hoftor                                            | Sandsteinpfeiler, wohl gleichzeitig | D-6-72-161-27 | weitere Bilder |
| Fuldaer Straße 13 (Standort)          | Ehemaliges Gasthaus, sogenanntes Neuwirtshaus     | Zweigeschossiger, verschindelter Fachwerkbau mit Mansardwalmdach, im Keller bezeichnet „1719“ (Jahr der Ortsgründung), bezeichnet „1800“ | D-6-72-161-28 | weitere Bilder |
| Fuldaer Straße 13 (Standort)          | Ehemaliger Stall                                  | Eingeschossiger Sandsteinquaderbau mit Satteldach, teilweise erneuert, bezeichnet „1727“                                                 | D-6-72-161-28 | weitere Bilder |
| Fuldaer Straße, vor Nr. 13 (Standort) | Kreuzschlepper                                    | Figur des kreuztragenden Christus auf Knien, auf hoher Basis über Rundsäule auf würfelförmigem Sockel, Sandstein, bezeichnet „1727“      | D-6-72-161-28 | weitere Bilder |

### Schwärzelbach
| Lage                           | Objekt                                            | Beschreibung | Akten-Nr.     | Bild           |
| ------------------------------ | ------------------------------------------------- | --- | ------------- | -------------- |
| Altdorfer Straße 10 (Standort) | Katholische Pfarrkirche St. Mauritius             | Saalbau mit eingezogenem Chor, Satteldach und westlichem Dachreiter mit Welscher Haube, 1780, mit modernes Querhausanbau; mit Ausstattung                               | D-6-72-161-8  | BW             |
| Igelsgrund; ST 2790 (Standort) | Kilometerstein                                    | Einer von insgesamt fünf zweiseitig beschrifteten Kilometersteinen an der Straße ST 2790 zwischen Bad Brückenau und Hammelburg, letztes Viertel 19. Jahrhundert         | D-6-72-161-39 | BW             |
| Nähe Friedhofstraße (Standort) | Friedhofskreuz                                    | Kruzifix auf Postament mit Schädelstätte und Trapierungen, darunter Inschrift, Sandstein, bezeichnet „1831“                                                             | D-6-72-161-9  | BW             |
| Nähe Friedhofstraße (Standort) | Denkmal für die Gefallenen des Ersten Weltkriegs  | Hochrechteckige, flache Gedenktafel mit Relief des hl. Georg als Drachentöter, Stein, um 1920, flankierende Tafeln für die Vermissten des Zweiten Weltkriegs, nach 1945 | D-6-72-161-36 | BW             |
| Nähe Friedhofstraße (Standort) | Denkmal für die Gefallenen des Zweiten Weltkriegs | Zentrale Inschriftentafel, flankiert von 30 in zwei Reihen aufgestellten Namenstafeln, Stein, nach 1945                                                                 | D-6-72-161-36 | BW             |
| Neudorfer Straße (Standort)    | Bildstock                                         | Von 1707 | D-6-72-161-11 | weitere Bilder |
| Neudorfer Straße 28 (Standort) | Ehemaliges Wohnstallhaus                          | Eingeschossiger Fachwerkbau mit Satteldach und Sandsteinquadersockel, im südlichen Teil Sandsteinquadermauerwerk, bezeichnet „1808“                                     | D-6-72-161-10 | weitere Bilder |

### Völkersleier
| Lage                     | Objekt                                                                                | Beschreibung | Akten-Nr.     | Bild           |
| ------------------------ | ------------------------------------------------------------------------------------- | --- | ------------- | -------------- |
| Fronstraße 1 (Standort)  | Ehemaliges Schloss, sogenannter Herrenhof, bis 1926 im Besitz der Familie von Thüngen | Zweigeschossiger, barocker Massivbau mit Mansarddach und Freitreppe, 18. Jahrhundert                                                         | D-6-72-161-15 | weitere Bilder |
| Fronstraße 1 (Standort)  | Ehemaliges Schloss, ehemaliges Ökonomiegebäude                                        | Zweigeschossiger, langgestreckter Sandsteinquaderbau mit Satteldach, wohl gleichzeitig                                                       | D-6-72-161-15 | BW             |
| Rhönstraße 6 (Standort)  | Katholische Filialkirche St. Sebastian                                                | Saalbau mit eingezogenem Chor, Satteldach und Westturm mit Rhombendach, Hausteinmauerwerk, in neoromanischen Formen, 1906; mit Ausstattung   | D-6-72-161-12 | weitere Bilder |
| Rhönstraße 19 (Standort) | Evangelisch-lutherische Filialkirche                                                  | Saalbau mit eingezogenem Chor, Satteldach und südlichem Fassadenturm mit Zwiebelhaube, Hausteinmauerwerk, bezeichnet „1920“; mit Ausstattung | D-6-72-161-13 | weitere Bilder |
| Rhönstraße 19 (Standort) | Böschungsmauer und Treppenaufgang                                                     | Hau- bzw. Werkstein, gleichzeitig | D-6-72-161-13 | weitere Bilder |
| Rhönstraße 19 (Standort) | Gedenktafel                                                                           | Relief mit Bildnis des Königs Gustav Adolf von Schweden mit Ehrenlaub und Inschrift, bezeichnet „1920“                                       | D-6-72-161-13 | weitere Bilder |
| Rhönstraße 25 (Standort) | Friedhofskreuz                                                                        | Kruzifix auf Tischsockel mit Inschrift, Sandstein, bezeichnet „1826“                                                                         | D-6-72-161-14 | BW             |

### Waizenbach
| Lage                          | Objekt                                                                                     | Beschreibung | Akten-Nr.     | Bild                  |
| ----------------------------- | ------------------------------------------------------------------------------------------ | --- | ------------- | --------------------- |
| Diebacher Straße 1 (Standort) | Ehemaliges Tüngensches Amtshaus, ehemalige Schule                                          | Eingeschossiger, traufständiger Massivbau mit Krüppelwalm, 1559, mit aufwendigem Portal an der Nordseite, um 1650 | D-6-72-161-18 | weitere Bilder        |
| Diebacher Straße 3 (Standort) | Ehemaliges Schloss, von 1733 bis 1883 ehemaliges Damenstift, erbaut unter Dietz zu Thüngen | Dreiflügelige, zweigeschossige Wasserschlossanlage mit Walmdächern, Hausteinmauerwerk, 1570, Südflügel mit zwei barocken, oktogonalen Turmanbauten, ehemals mit Kuppeldächern, Ende 17. Jahrhundert, 1945 auf Grund eines Bombentreffers ausgebrannt                                       | D-6-72-161-17 | weitere Bilder        |
| Diebacher Straße 1 (Standort) | Reste der Einfriedung                                                                      | Hausteinmauerwerk, wohl 16. Jahrhundert | D-6-72-161-17 | Reste der Einfriedung |
| Diebacher Straße 7 (Standort) | Evangelisch-lutherische Pfarrkirche                                                        | Saalbau mit eingezogenem Chor, Satteldach und Chorturm mit Pyramidendach, anstelle der durch einen Bombentreffer 1945 zerstörten ehemaligen Schlosskirche 1949 erbaut, an der Westfassade Wappenstein des Vorgängerbaus, bezeichnet „1735“; mit historischer Ausstattung des Vorgängerbaus | D-6-72-161-16 | weitere Bilder        |

### Windheim
| Lage                                     | Objekt | Beschreibung | Akten-Nr.     | Bild           |
| ---------------------------------------- | --- | --- | ------------- | -------------- |
| Hofwiese; Süßer Grund (Standort)         | Eckartsbrunnen | Quellfassung mit Tonnengewölbe und Satteldach, Sandsteinquader, 18./19. Jh. | D-6-72-161-35 | BW             |
| Ganshecke (Standort)                     | Wegkreuz | Kruzifix auf naturalistischem Sockel mit Adamsgrab, Kreuzesstamm mit Wappen derer von Thüngen, Sandstein, bezeichnet „1563“                                                             | D-6-72-161-23 | BW             |
| Kapellenweg 1 (Standort)                 | Kapelle | Kleiner rechteckiger Massivbau mit Satteldach, 1884 | D-6-72-161-20 | weitere Bilder |
| Kapellenweg 1, in der Kapelle (Standort) | Bildstock | Reliefaufsatz mit Bekrönungsfigur einer Maria auf dem Erdball und Darstellung der 14 Nothelfer mit dem Jesuskind, auf Sockel mit Inschriftenkartusche, Sandstein, Mitte 18. Jahrhundert | D-6-72-161-20 | BW             |
| Klingenweg 1 (Standort)                  | Kreuzschlepper | Figur des kreuztragenden Christus auf Knien, auf hoher Basis mit Inschrift, über Rundsäule mit Postament, auf Sockel mit Inschriftenkartusche, Sandstein, bezeichnet „1751“             | D-6-72-161-22 | weitere Bilder |
| Nähe Mühlbachweg (Standort)              | Reste der ehemaligen Zehntscheune, zum ehemaligen Schlossgut gehörig                                                       | Auf halber Höhe, sowie auf einem Drittel der einstigen Erstreckung erhaltenes Bruchsteinmauerwerk mit Kellerabgang und Wappenrelief Philipp von Thüngens, bezeichnet „1543“             | D-6-72-161-30 | BW             |
| Nähe Windheimer Straße (Standort)        | Friedhofskreuz | Kruzifix auf Postament mit Maßwerkblenden und Inschrift, darauf Assistenzfiguren, neugotisch, Sandstein, bezeichnet „1882“                                                              | D-6-72-161-29 | weitere Bilder |
| Nähe Windheimer Straße (Standort)        | Kreuzweg | Fünfzehn Stationen, Aufsatz mit figürlicher Darstellung in Nische mit halbrunden Abschluss, auf Sockel mit Inschrift, historistisch, Sandstein, zweite Hälfte 19. Jahrhundert           | D-6-72-161-29 | weitere Bilder |
| Tannenberg ()                            | Bildstock | 1609 nicht nachqualifiziert, im Bayerischen Denkmal-Atlas nicht kartie | D-6-72-161-24 |                |
| Windheimer Straße 14 (Standort)          | Katholische Pfarrkirche St. Ägidius                                                                                        | Saalbau mit eingezogenem Chor und nördlichem Fassadenturm mit Zwiebelhaube, von Johann Christoph Kleinholz, 1765–1766; mit Ausstattung                                                  | D-6-72-161-19 | weitere Bilder |
| Windheimer Straße 14 (Standort)          | Reste der ehemaligen Kirchhofmauer mit Pforte                                                                              | Hausteinmauerwerk, gleichzeitig | D-6-72-161-19 | weitere Bilder |
| Zum Schloß 1 (Standort)                  | Ehemaliges Forsthaus an Stelle des ehemaligen vierflügeligen Wasserschlosses, Teile der ehemaligen Schlossmauer integriert | Eingeschossiger, massiver Satteldachbau mit Kniestock, 1882 | D-6-72-161-21 | BW             |
| Nähe Schloss (Standort)                  | Ökonomiegebäude | Zweigeschossiger Satteldachbau, Hausteinmauerwerk, wohl gleichzeitig | D-6-72-161-21 | weitere Bilder |
| Nähe Schloss (Standort)                  | Ökonomiegebäude | Langgezogener, eingeschossiger Massivbau, Hausteinmauerwerk, mit Satteldächern, wohl gleichzeitig                                                                                       | D-6-72-161-21 | BW             |
| Mühlbachweg (Standort)                   | Schlossbrücke | Hausteinmauerwerk, darauf St.-Nepomuk-Statue, Sandstein, bezeichnet „1752“ | D-6-72-161-21 | weitere Bilder |
| Nähe Schloss (Standort)                  | Graben- und Einfriedungsmauern                                                                                             | zugehörig | D-6-72-161-21 | weitere Bilder |